# 向明 (作家)
向明（1928年6月4日—），本名董平，臺灣現代詩詩人。

## 生平
湖南省長沙市人，空軍通信學校畢業，美國空軍電子研究中心結業，1984年以上校軍階自軍中限齡退伍，隨即轉任中興電機公司管理師。
曾任電子工程師、《藍星詩刊》主編、《中華日報》副刊編輯，台灣詩學季刊社長，年度詩選主編，中國文藝協會理事及評審委員(第46屆)，中華民國新詩學會理事，國際筆會（INTERNATIONAL P.E.N.）會員，國際華文詩人筆會主席團委員。
1988年美國世界藝術文化學院授予文學榮譽博士。
曾獲國家文藝獎、中國文藝獎章、中山文藝獎、中國當代詩魂金獎等。
向明為藍星詩社重要成員，著有詩集、散文集、詩話集、童話集與童詩集。

## 作品與特色
向明創作文類以詩為主，兼及論述、散文、兒童文學。他喜從生活摘取素材，語言上力求乾淨俐落。早期作品是出自於內心的需要──鄉愁而寫的。《水的回想》以後，他的詩作表現出退休後人生的另一種閑情。近年來致力「詩話」的寫作，以淺顯易懂的方式談詩，對指引讀者認識、欣賞新詩頗有貢獻。

## 作品
詩集
- 《雨天書》
- 《狼煙》
- 《青春的臉》
- 《水的回想》
- 《隨身的糾纏》
- 《碎葉聲聲》
- 《低調之歌》
- 《陽光顆粒》
- 《早起的頭髮》

詩選集
- 《可愛小詩選》(與白靈合編)
- 《向明世紀詩選》

散文集
- 《甜鹹酸梅》
- 《走出阿富汗：看中亞及周邊國家民間趣事》

詩話集
- 《新詩五十問》
- 《新詩後五十問》
- 《走在詩國邊緣》
- 《詩來詩往》
- 《我為詩狂》

童話集
- 《糖果樹》
- 《香味口袋》

童詩集
- 《螢火蟲》

## 荣誉
- 國家文藝獎新詩類 (舊制第20屆1994年)
- 中國文藝獎章詩歌獎 (第28屆1987年)
- 中山文藝獎
- 中國當代詩魂金獎
- 美國世界藝術文化學院文學榮譽博士

## 外部連結
- 向明 - 國立東華大學數位文化中心